# Parmelinopsis nagalandica
Parmelinopsis nagalandica är en lavart som först beskrevs av Kr. P. Singh & G. P. Sinha, och fick sitt nu gällande namn av unknown. Parmelinopsis nagalandica ingår i släktet Parmelinopsis och familjen Parmeliaceae.   Inga underarter finns listade i Catalogue of Life.